# Setodes iris
Setodes iris är en nattsländeart som beskrevs av Hagen 1858. Setodes iris ingår i släktet Setodes och familjen långhornssländor. Inga underarter finns listade i Catalogue of Life.